# 沃尔夫冈·施特勒特
沃尔夫冈·施特勒特（德語：Wolfgang Strödter，1948年4月5日—2021年6月4日），德国男子曲棍球运动员。他曾代表西德参加1972年和1976年夏季奥林匹克运动会曲棍球比赛，其中1972年奥运会获得一枚金牌。